# Saab JAS 39 Gripen
SAAB JAS 39 Gripen – szwedzki lekki myśliwiec wielozadaniowy produkowany przez koncern lotniczy SAAB w koprodukcji z BAE Systems.
Nazwa samolotu Gripen została wybrana w publicznym konkursie ogłoszonym w 1982 roku. Gryf znajduje się w herbie firmy SAAB i uznano, że doskonale nadaje się do podkreślenia wielozadaniowości samolotu. Symbol JAS jest skrótowcem od szwedzkiego Jakt – myśliwski, Attack – szturmowy, Spaning – rozpoznawczy i oznacza, że Gripen jest wielozadaniową maszyną zdolną wykonywać każde z tych zadań.

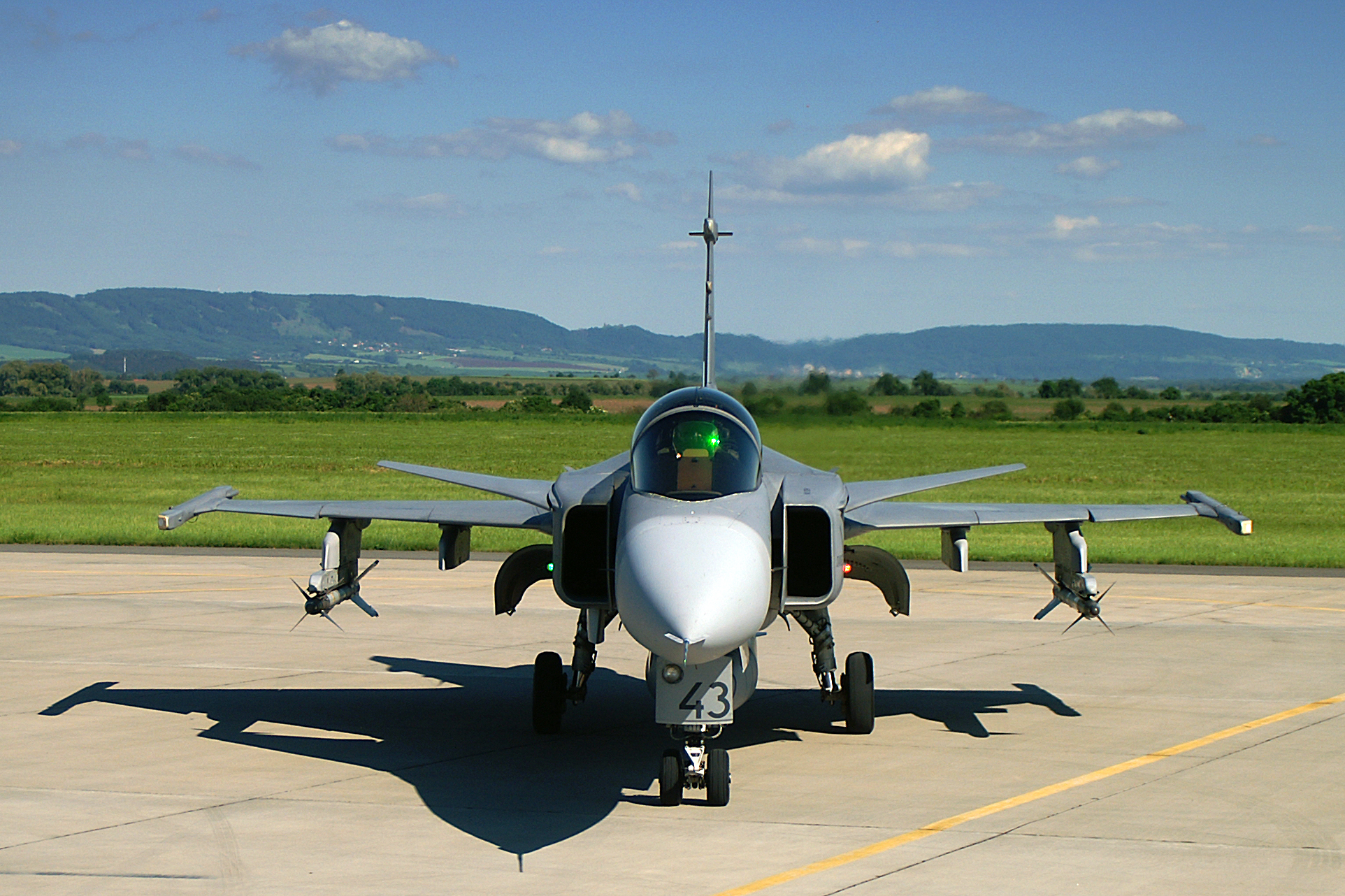
Dziób Saaba JAS 39 Gripen

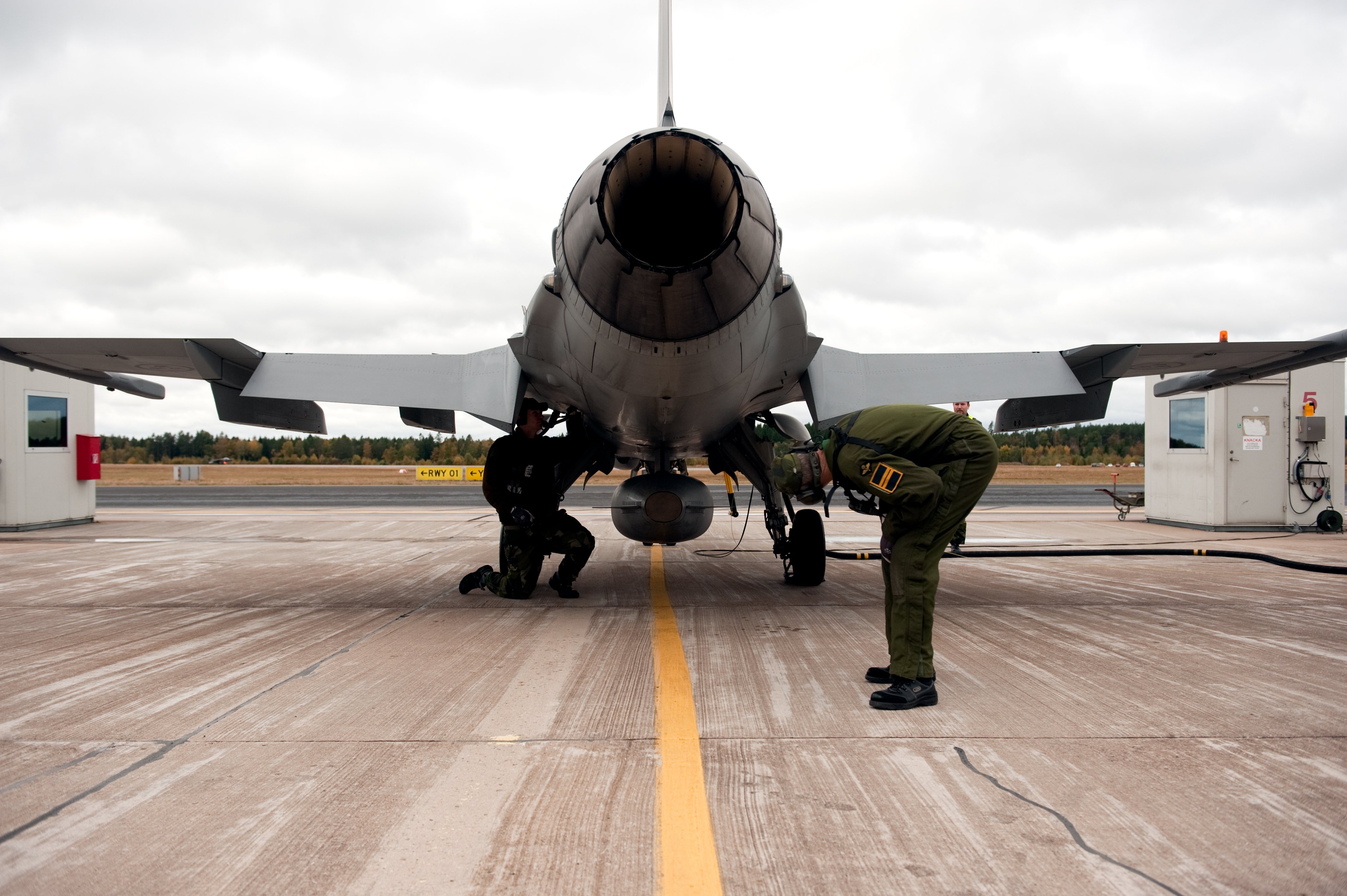
Tył JAS 39 Gripen

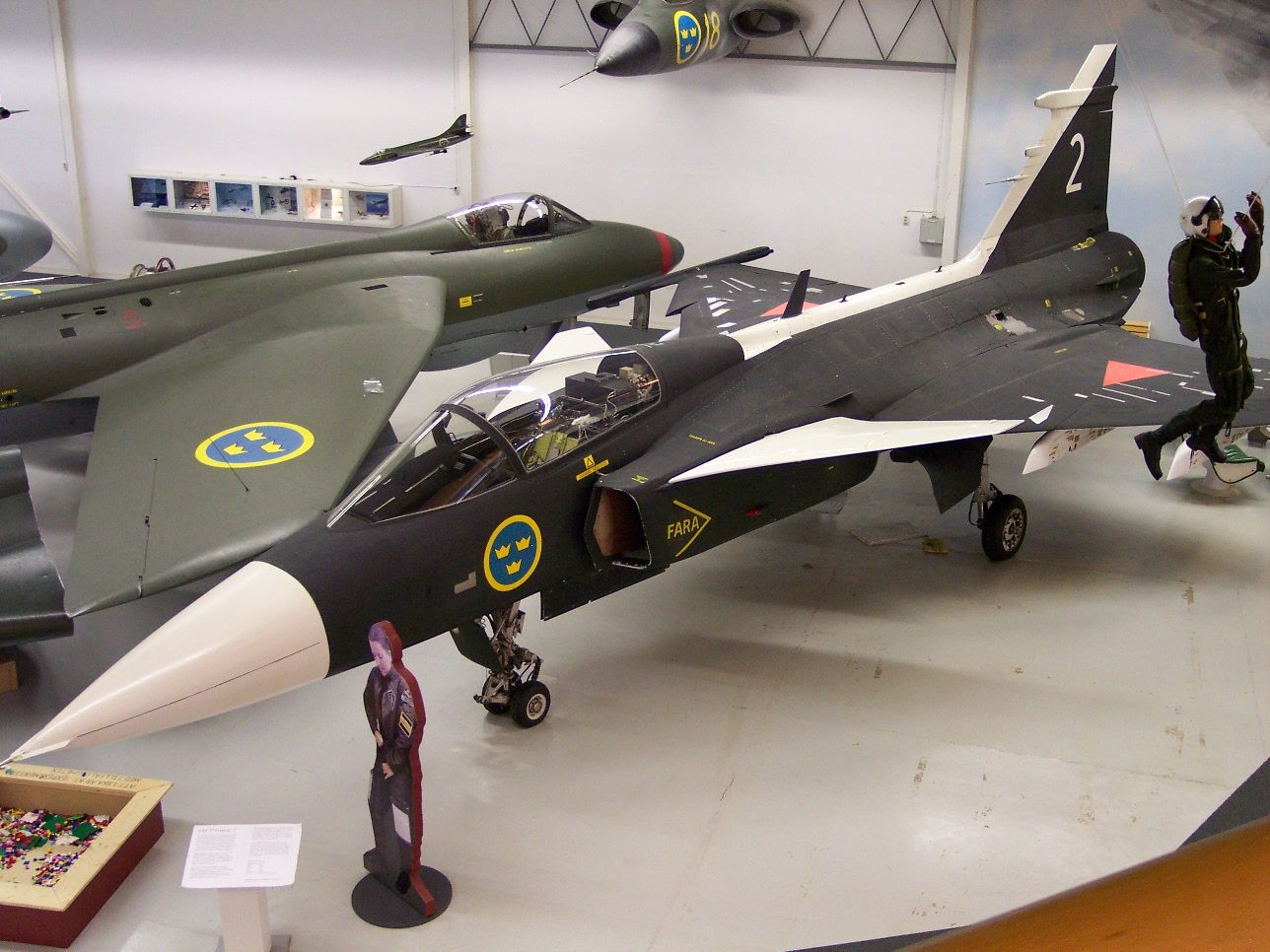
Drugi prototyp JAS 39-2 (Flygvapenmuseum)

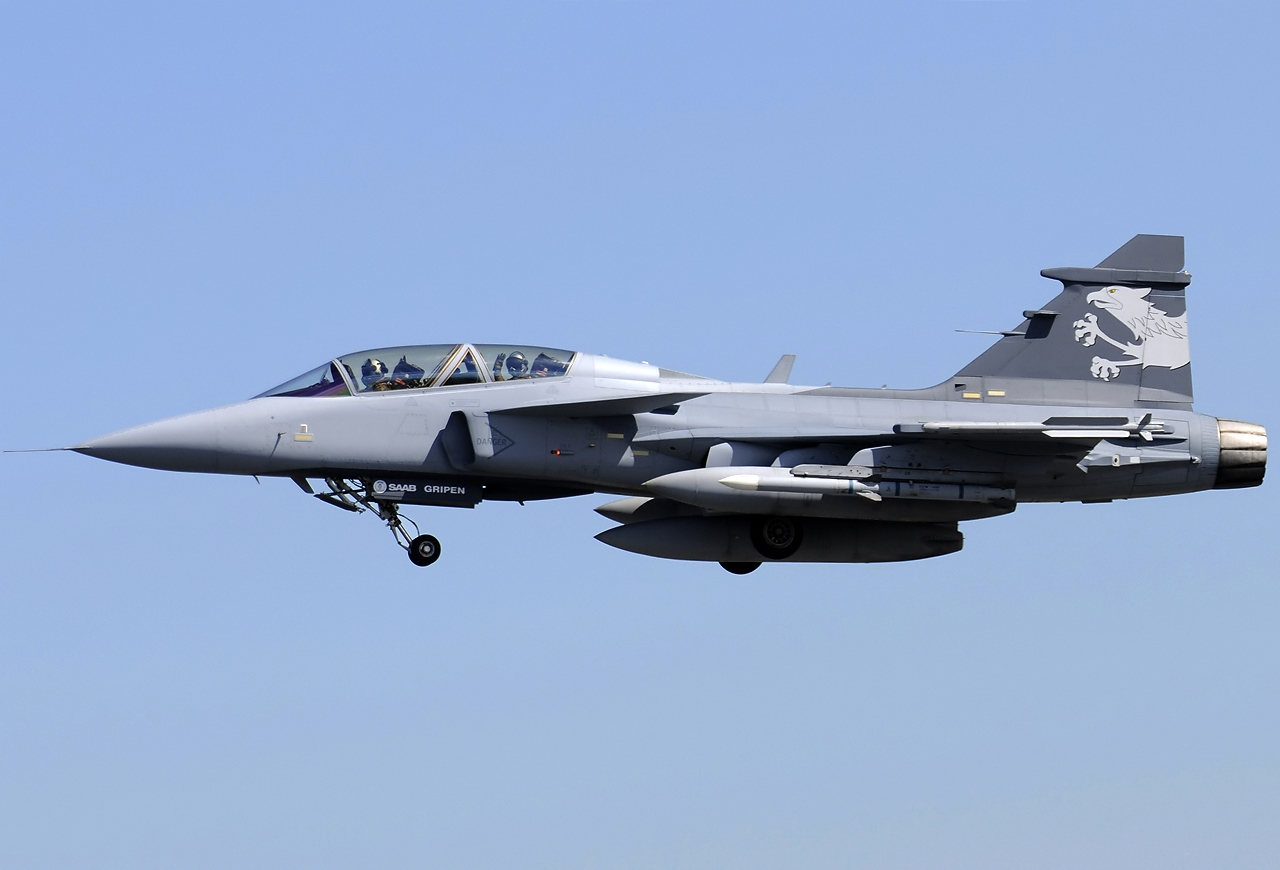
Saab JAS 39 NG Gripen

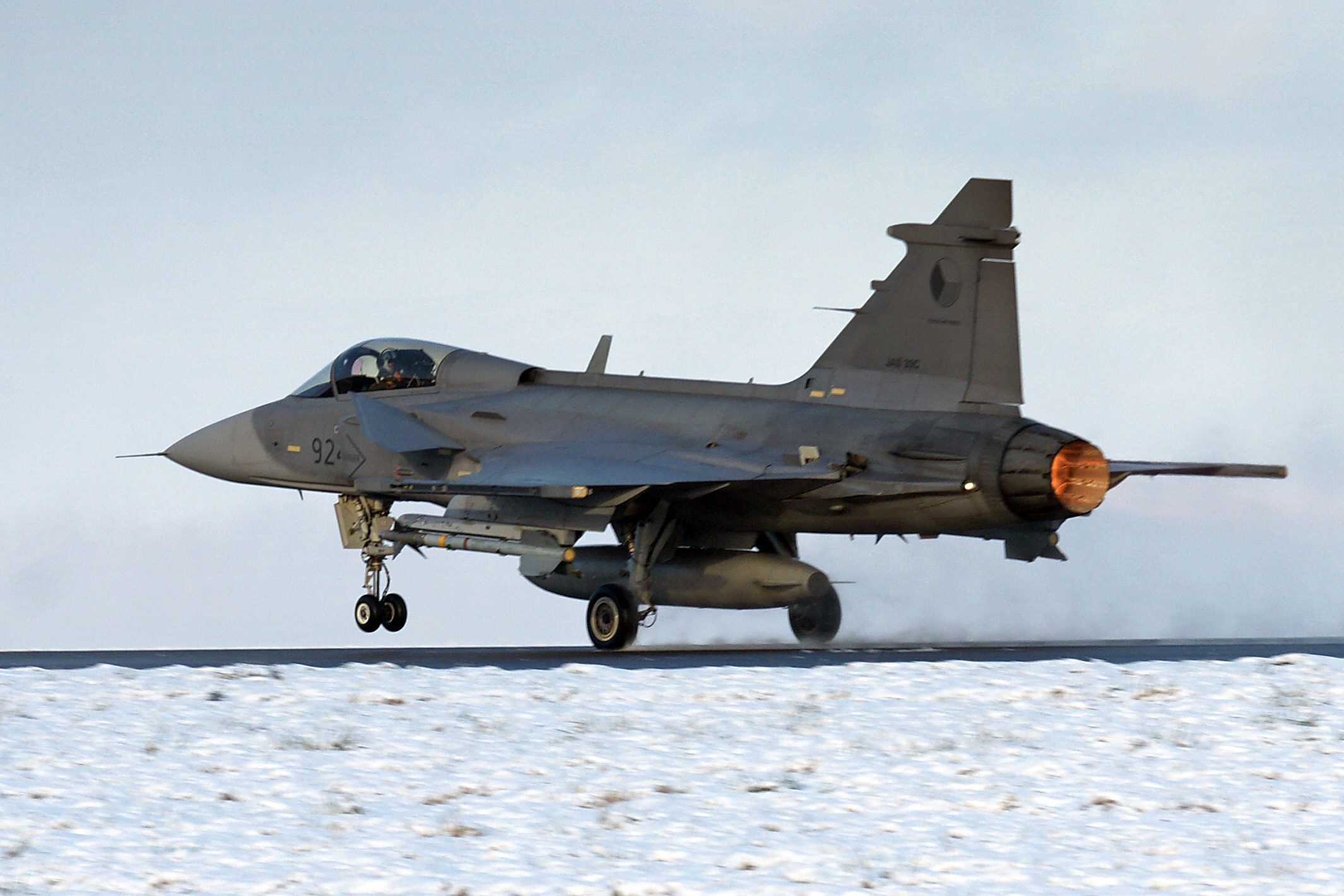
Start Saab JAS 39 Gripen

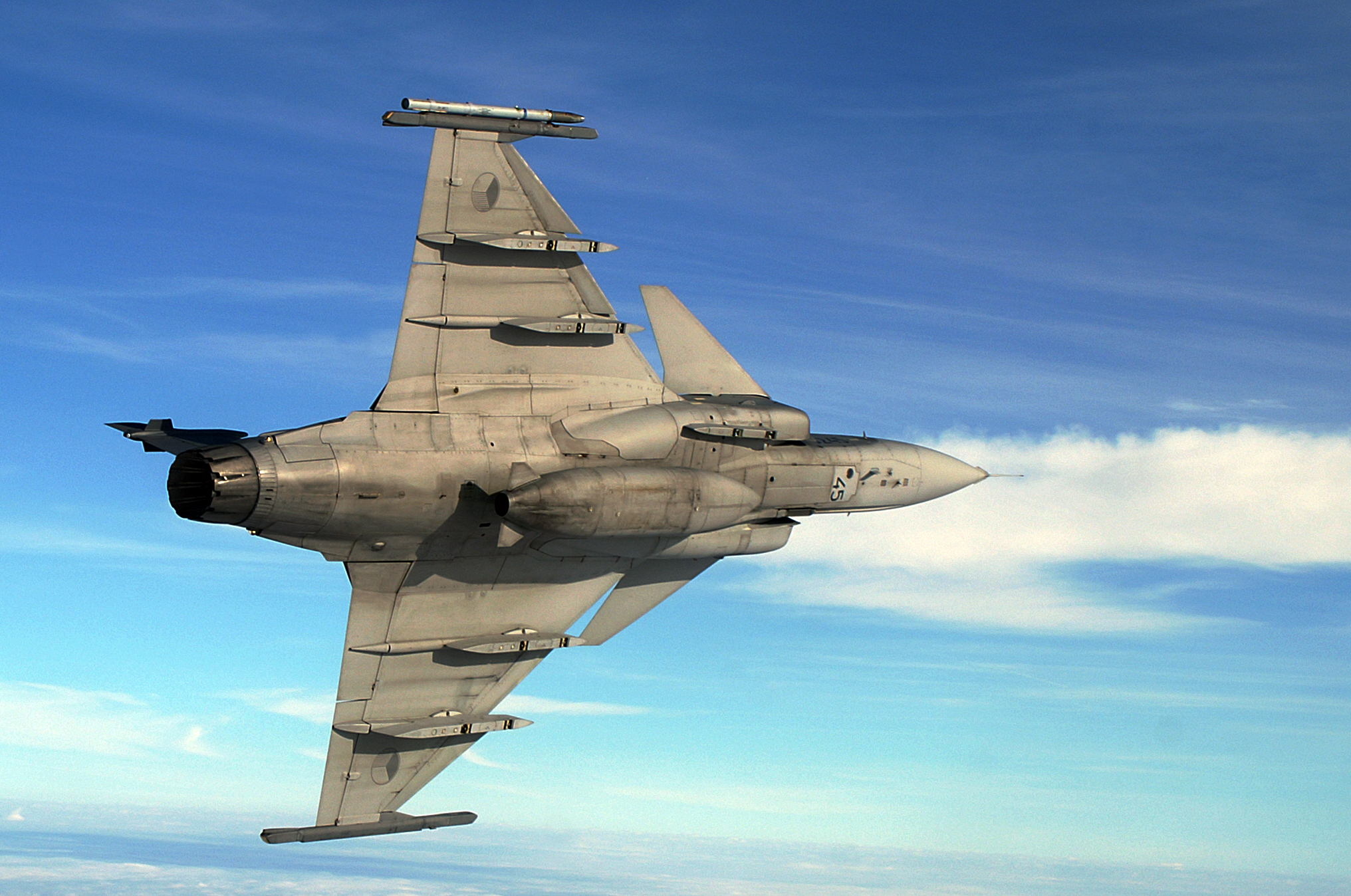
Spód Saab JAS 39 Gripen

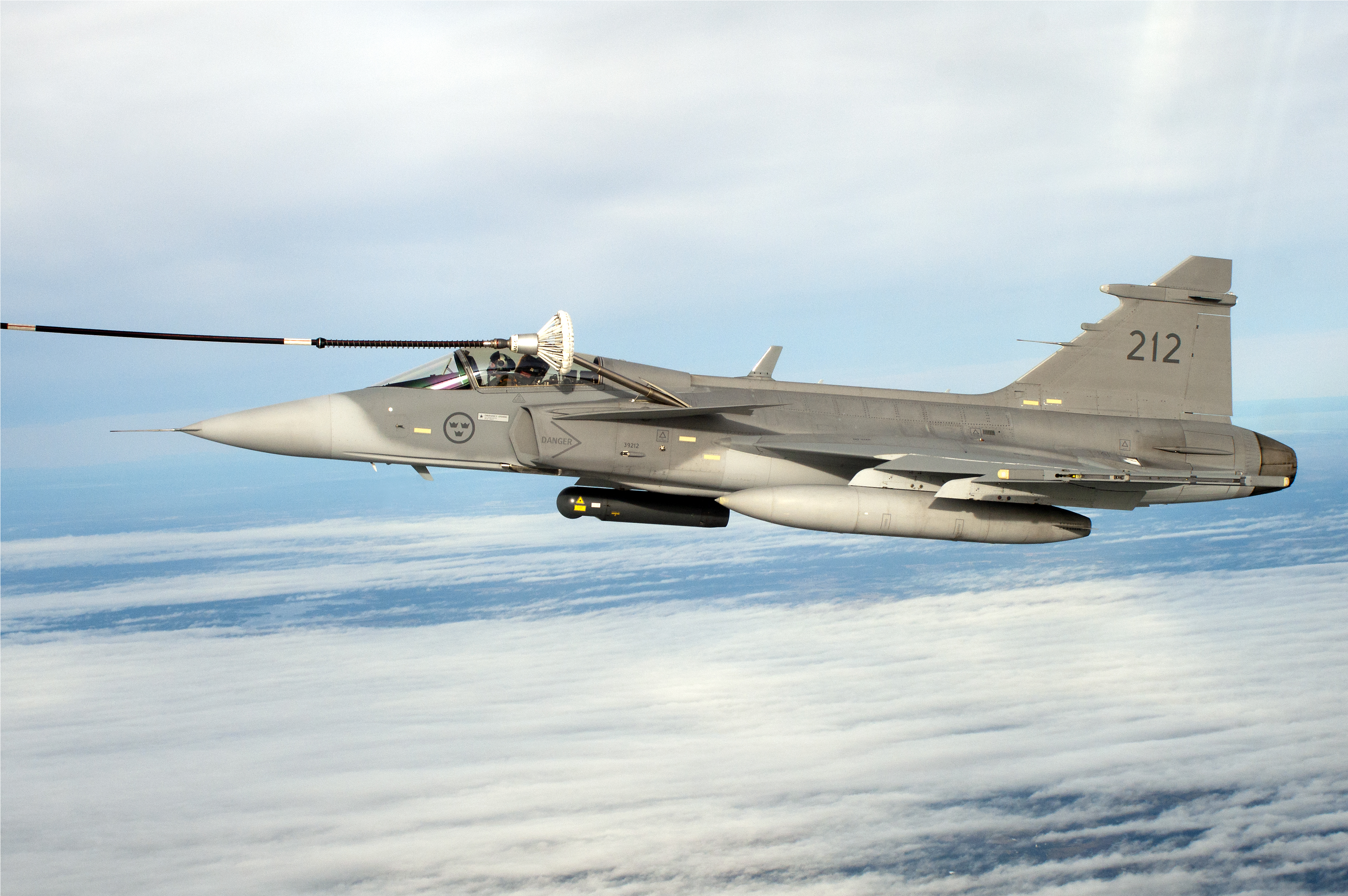
Saab JAS 39 Gipen Szwedzkich Sił Zbrojnych podczas tankowania w locie

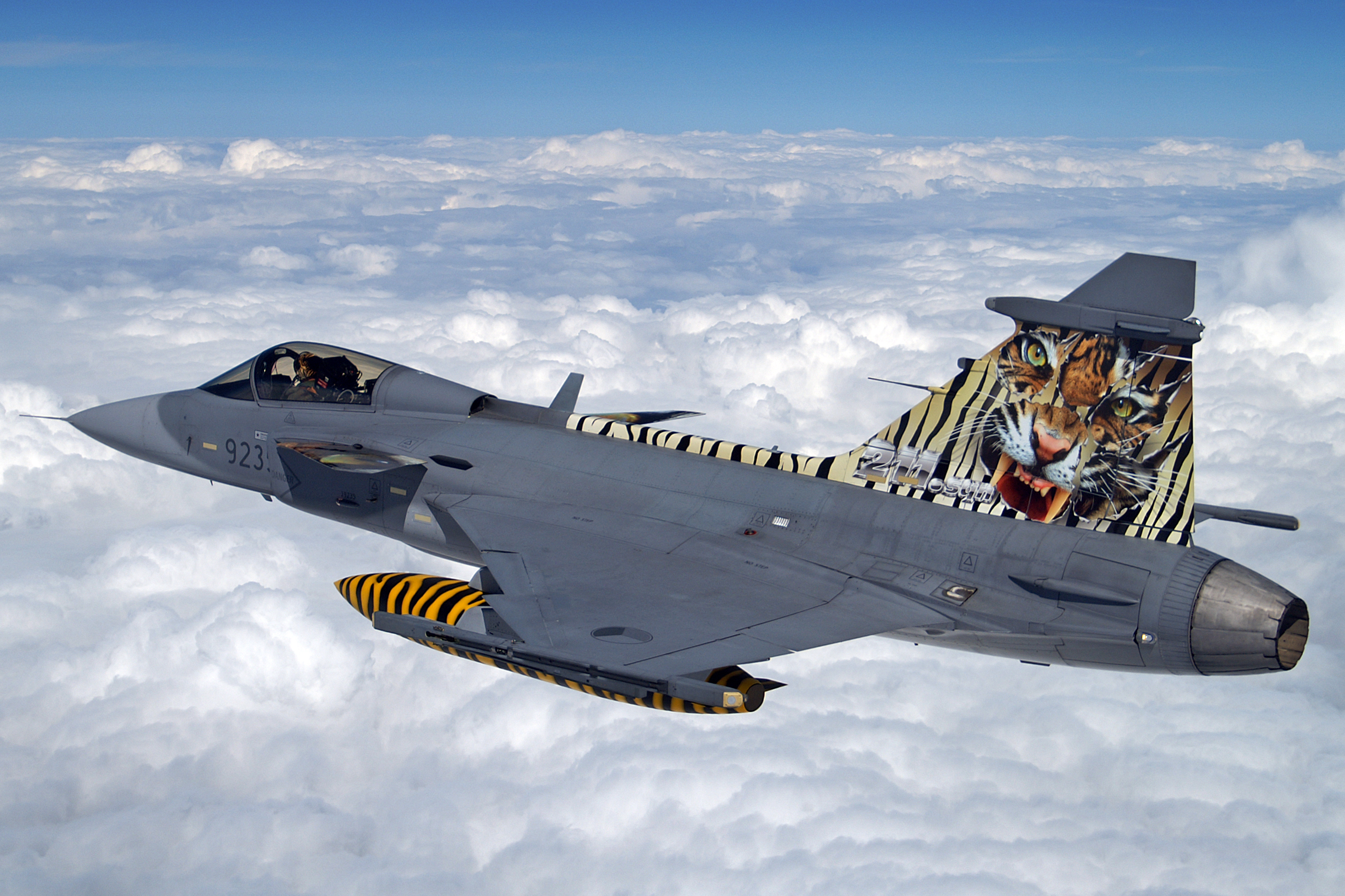
Czeski Tygrys Saab JAS 39 Gripen

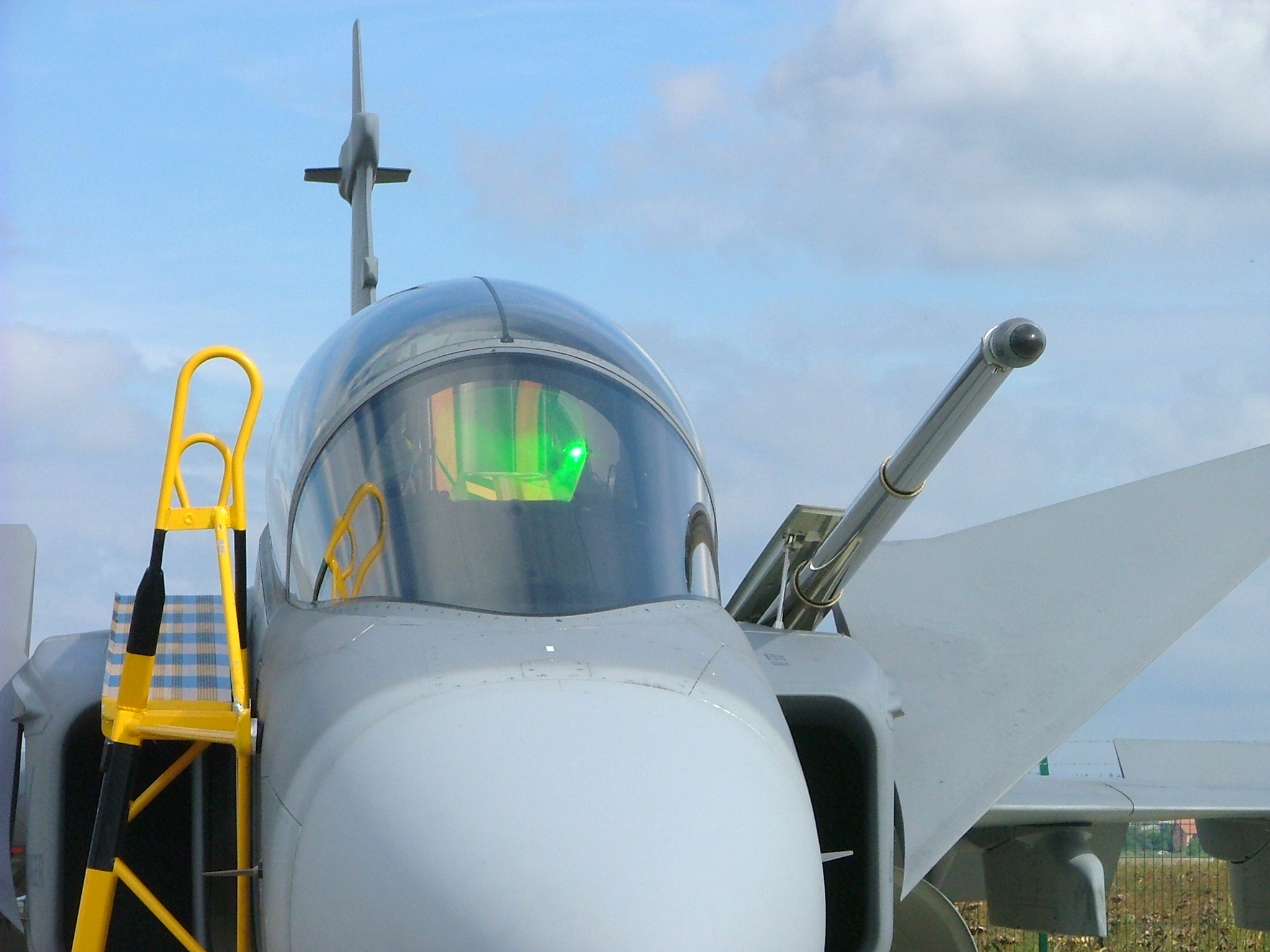
Sonda do tankowania w locie

## Historia
Po opanowaniu seryjnej produkcji samolotu Saab JA-37 Viggen koncern SAAB rozpoczął prace nad projektem nowego lekkiego samolotu szturmowego i szkolno-bojowego Aircraft 38, który miał uzupełnić JA-37 Viggen w mniej złożonych działaniach rozpoznawczych oraz uderzeniowych. W 1979 roku prace nad samolotem przerwano z powodu braku zainteresowania. Decyzja ta zbiegła się w czasie z ogłoszonym przez Naczelnego Dowódcę Sił Zbrojnych Szwecji ogólnych założeń, które powinien spełniać w przyszłości wielozadaniowy samolot myśliwski Szwedzkich Sił Powietrznych. W tym samym roku opracowano pierwszą propozycję projektową. Podstawowe założenia, które spełniać miał nowy samolot, to m.in. odpowiednia jednostka napędowa, użycie materiałów kompozytowych jako głównego materiału konstrukcyjnego, zwiększenie manewrowości samolotu dzięki zaprojektowaniu go jako niestatecznego i wprowadzeniu sterowania typu Fly-By-Wire za pośrednictwem komputera pokładowego oraz konstrukcji szczytowo nowoczesnej awioniki. Założono też, że nowy samolot mógłby wypełniać jednocześnie misje myśliwskie, szturmowe i rozpoznawcze. Z tego powodu program oznaczono skrótem JAS (od Jakt, Attack, Spaning – myśliwski, szturmowy, rozpoznawczy).
Specyfikacja, zgodnie z którą projektowano samolot, zakładała operowanie z pasów startowych o długości 800 metrów, dlatego pierwsze maszyny testowane na przyzakładowym lotnisku w Linköping startowały i lądowały w namalowanym na pasie startowym prostokącie o wymiarach 9 × 800 metrów. Skrócenie drogi hamowania uzyskano poprzez zastosowanie dużych hamulców aerodynamicznych oraz takim ustawieniom powierzchni sterowych podczas dobiegu, że dociskają one maszynę do ziemi, zwiększając efektywność hamulców podwozia. Wychylenie dziobowych skrzydełek pionowo w dół zapewnia uzyskanie dodatkowych powierzchni działających jako hamulec aerodynamiczny.
Za podstawę do projektowania układu aerodynamicznego przyjęto samolot F-16XL, który został poddany modernizacji. Dane o projektowaniu i pracy układów sztucznej stateczności i sterowania Fly-By-Wire uzyskano dzięki współpracy z niemieckim koncernem MBB i amerykańskim Rockwell. W projekcie Gripen zastosowano układ kaczki. Połączenie skrzydła delta z usterzeniem przednim, dało bardzo dobre własności aerodynamiczne, przy maksymalnie prostej konstrukcji. Zdecydowano się zaprojektować pierwszą w świecie niestateczną kaczkę z aktywnym układem sterowania i trójkątnym skrzydłem głównym. Ponieważ było to rozwiązanie nowatorskie, przygotowano też kilka projektów bardziej konwencjonalnych samolotów zbliżonych koncepcją głównie do F-16. Jako napęd wybrano silnik General Electric F404. Po przekonstruowaniu powstał silnik RM12 o ciągu 80,1 kN (8165 KG) produkowany przez firmę Volvo.
W lutym 1980 roku szef sztabu Szwedzkich Sił Zbrojnych podał wymagania na nowy wielozadaniowy samolot bojowy. W ramach realizacji programu, we wrześniu 1980 r., firmy SAAB-Scania, Volvo Flygmotor, Ericsson i FFV Aerotech powołały konsorcjum przemysłowe pod nazwą Industriegruppen JAS AG. 30 czerwca 1982 roku podpisano kontrakt na zbudowanie pięciu prototypów i trzydziestu seryjnych maszyn pierwszej serii (tzw. Batch 1) z opcją na kolejnych 110 maszyn JAS-39 Gripen. Prace nad budową prototypów samolotu ruszyły w 1984 roku. Pierwszy prototyp, 39-1, został oblatany 9 grudnia 1988 roku, drugi, 39-2 – 4 grudnia 1990 roku, trzeci, 39-3 – 25 marca 1991 roku, czwarty, 39-4 – 20 grudnia 1990 roku, a ostatni, piąty – 23 października 1991 roku. Podczas prób w locie, 2 lutego 1989 roku został zniszczony w katastrofie pierwszy prototyp. Po zmianach konstrukcyjnych wszystkich samolotów próby w locie wznowiono w maju 1990 roku. Wzorcem do produkcji seryjnej stał się piąty egzemplarz, 39-5. Zbudowano też dwa płatowce do naziemnych prób statycznych i wytrzymałościowych 39-51 i 39-52. 10 września 1992 roku oblatano pierwszy samolot seryjny. Nie został on przekazany wojsku, lecz dołączył do programu prób w miejsce rozbitego, pierwszego prototypu. Drugi samolot seryjny, przejęty już przez Szwedzkie Siły Powietrzne, uległ katastrofie w czasie pokazu w Sztokholmie 8 sierpnia 1993 roku Od czerwca 1993 roku seryjne samoloty zaczęły docierać do 7 Flygflottilj (skrzydła lotniczego) w Lidköping, gdzie ulokowano centralny ośrodek szkolenia pilotów i obsługi naziemnej „Gripenów”. Ostatni samolot pierwszej serii przekazano użytkownikowi 13 grudnia 1996 roku. Łącznie podjęto budowę 30 samolotów Batch 1. Ostatni z nich przebudowano na samolot dwumiejscowy. Dostarczono więc 29 maszyn pierwszej serii.
W czerwcu 1992 roku podpisano kontrakt na dostawę drugiej serii 110 samolotów „Gripen” (Batch 2), w tym 14 w wersji dwumiejscowej. W 1994 roku zamówienie Szwedzkich Sił Powietrznych opiewało na 140 samolotów. 20 sierpnia 1996 roku oblatano pierwszy samolot drugiej serii i w grudniu tego roku został przekazany do 7 Skrzydła. Dopiero samoloty serii Batch 2 reprezentowały wersję w pełni bojową. Zbudowano 76 egz. JAS-39A Batch 2, ostatnie 20 „Gripenów” z serii Batch 2 (co łącznie dało 96 jednomiejscowych myśliwców serii 2) zostało wykonanych w zmodernizowanym wariancie, oznaczonym JAS-39C Batch 2. W 2005 roku JAS-39A Batch 2 stanowiły podstawę sił bojowych lotnictwa szwedzkiego. W przyszłości wszystkie mają być doprowadzone do standardu serii Batch 3.
W czerwcu 1992 roku podpisano kontrakt na dostawę 14 samolotów w wersji dwumiejscowej w ramach drugiej serii Batch 2. Wcześniej nie przewidywano budowy samolotu dwumiejscowego, rozpoczęto jednak budowę pierwszego prototypu tej wersji. SAAB zmienił oznaczenia samolotów: wersja jednomiejscowa nosi oznaczenie JAS-39A, natomiast dwumiejscowa JAS-39B. Pierwsze studia nad samolotem dwumiejscowym, o pełnych możliwościach samolotu bojowego przeprowadzono już w latach 1989–1991. Budowę prototypu (powstał z przebudowy ostatniego samolotu serii Batch 1) rozpoczęto w 1994 roku. Został on pomyślnie oblatany 29 kwietnia 1996 roku, a 22 listopada 1996 roku oblatano pierwszy dwumiejscowy egzemplarz seryjny. Samolot zachował prawie w 100% możliwości bojowe wariantu podstawowego. 14 maszyn seryjnych wykończono zgodnie ze standardem serii Batch 2. Dalsze 14 samolotów powstaje według standardu Batch 3. Pierwszy JAS-39D Batch 3 oblatano 4 czerwca 2004 roku.
W grudniu 1996 roku szwedzki parlament zdecydował, że przyszłe siły powietrzne tego kraju będą składały się z 12 eskadr bojowych wyposażonych w „Gripeny”. Samoloty pierwszej i drugiej serii (140 maszyn) będą stanowiły wyposażenie ośmiu z nich. Kolejne cztery eskadry miały być wyposażone w zmodernizowane samoloty trzeciej serii (Batch 3) oznaczone JAS-39C i JAS-39D. Samoloty trzeciej serii miały być dostarczane w latach 2003–2007. Przewidywana była prezentacja eksportowej wersji JAS-39X.
W połowie 1995 roku doszło do współpracy koncernów SAAB i British Aerospace przy programie „Gripena”. Podjęto wspólne działania marketingowe, produkcyjne oraz pomocnicze dotyczących eksportu samolotu do krajów trzecich. W listopadzie 1995 roku została powołana do wspólna firma pod nazwą SAAB/BAe Gripen AB. Obie firmy powołały wspólne komitety oraz zespoły strategiczne wspólnie zajmujące się sprzedażą „Gripena” na rynkach eksportowych. W styczniu 1996 roku w zakładach British Aerospace uruchomiona została produkcja zestawów podwozia głównego, pierwszy części dostarczono do Szwecji w kwietniu. W 2001 roku powołano spółkę Gripen International z siedzibą w Linköping w Szwecji i oddziałem w Farnborough w Wielkiej Brytanii, której głównym zadaniem jest promocja i sprzedaż samolotu „Gripen” na rynkach światowych.
Samolot dostosowano do międzynarodowych (głównie NATO-wskich) standardów. Zmodyfikowane samoloty otrzymały oznaczenia JAS 39C (jednomiejscowe) i JAS 39D (dwumiejscowe), na eksport oznaczone jako „Gripen C” i „Gripen D”. W 2006 roku w tym standardzie trwała produkcja 64 maszyn dla Flygvapnet w ramach trzeciej serii produkcyjnej (Batch 3), w tym 50 jednomiejscowych i 14 dwumiejscowych. Niektóre z modyfikacji wprowadzono już na ostatnich 20 samolotach Batch 2, oznaczając je JAS 39C Batch 2. Prototyp nowej wersji został oblatany 14 sierpnia 2002 roku.
Dla sprostania nadchodzącej konkurencji (głównie Lockheed Martin F-35 Lightning II) firmy SAAB i BAE Systems rozpoczęły studia nad dalszym rozwojem samolotu, który otrzymał nazwę „Gripen N/G”. Pod uwagę bierze się przede wszystkim zastosowanie w przyszłości nowego radaru PS-05/A Mk5 NORA z anteną typu AESA z elektronicznym skanowaniem fazowym, nad którym pracuje firma Ericsson Microwave Systems oraz pasywnego systemu poszukiwania i śledzenia w podczerwieni IRST typu IR-OTIS opracowanym w firmie SAAB Bofors Dynamics. Wymianie na nowszy ma też być poddany system samoobrony samolotu (na nowy zintegrowanym systemem MIDIS, który będzie holowanymi pułapkami Saab Tech B02D, montowanymi na końcach skrzydeł), system nawigacyjny oraz oprogramowanie komputera misji i systemu wymiany danych taktycznych. W dalszej perspektywie rozważa się zastosowanie nowych silników: amerykańskiego General Electric F414 lub europejskiego Eurojet EJ200 (stosowany na myśliwcu Eurofighter Typhoon), być może także ze sterowaniem wektorem ciągu. Dla zwiększenia zapasu paliwa planuje się też opracowanie konforemnych zbiorników paliwa montowanych na górnych powierzchniach przejścia skrzydło-kadłub. Planuje się również dalsze poszerzanie asortymentu uzbrojenia, np. bomby kierowane rodziny „Paveway III” (GBU-22/-24) i JDAM/JDAM-ER (GBU-31/-32/-38) oraz pociski dalekiego zasięgu AGM-154 JSOW, a także wzrost masy przenoszonych środków bojowych i zwiększenie liczby węzłów podwieszeń.
Dla nowego, gruntownie zmodernizowanego „Gripena N/G” (z radarem AESA i nową awioniką), zarezerwowano wstępnie oznaczenia JAS 39E/F (odpowiednio dla wersji jedno-i dwumiejscowej), a dla kolejnego wariantu rozwojowego (z nowym silnikiem i być może kolejny raz zmodernizowaną awioniką) – JAS 39G/H. Wszystko to są jednak plany na dość daleką przyszłość (niektóre wybiegają nawet poza 2020 rok), które w dodatku nie muszą zostać zrealizowane.
27 maja 2008 roku odbył się pierwszy lot samolotu doświadczalnego „Gripen Demo”, będącego latającym laboratorium do potrzeb programu „Gripen N/G”. Powstał on poprzez przebudowę dwumiejscowej maszyny JAS-39D. Geometria i rozmiary zewnętrzne samolotu pozostały takie same jak JAS-39C/D. Liczba węzłów podwieszeń wzrosła z 8 do 10, a masa na podwieszeniach z 5000 do 6000 kg przy poprawionych osiągach.
Obecnie Gripen znajduje się na wyposażeniu lotnictwa Szwecji, która użytkuje około 100 z 204 zakupionych maszyn (w tym 28 dwumiejscowych) oraz lotnictwa Czech i Węgier, posiadających po 14 samolotów (wypożyczone od Szwecji) i będących pierwszymi państwami należącymi do NATO, które wykorzystują Gripeny. Poza tym 26 samolotów zakupiła Południowa Afryka. Brytyjska szkoła pilotów testowych ETPS (Empire Test Pilots School) używa szwedzkich Gripenów jako zaawansowanych maszyn odrzutowych o charakterze szkoleniowym. Tajlandia na podstawie umów z 2008 i 2010 zamówiła 12 Gripenów.
Szwajcaria w 2011 roku ogłosiła wybór Gripena na następcę wiekowych F-5E/F Tiger II. 24 sierpnia 2012 roku szwajcarska agencja zamówień wojskowych Armasuisse oraz szwedzka agencja eksportu wojskowego FXM podpisały umowę ramową, w której Szwedzi zobowiązali się do stworzenia zmodernizowanej wersji JAS 39E, a Szwajcarzy do zakupu 22 samolotów. Gdyby kontrakt został podpisany miał być wart około 3,3 miliarda dolarów amerykańskich i zakładać dostawy od 2018 roku, a na lata 2016–2021 wypożyczenie Szwajcarii jedenastu samolotów ze szwedzkich nadwyżek. 18 maja 2014 roku zakup Gripenów przez Szwajcarię został odrzucony w referendum.
W styczniu 2013 roku szwedzki rząd zgodził się na zakup 60 JAS 39E. Plan wiąże się z redukcją sił zbrojnych, co oznacza posiadanie 60-80 samolotów myśliwskich. Na zatwierdzony rozwój i produkcję 60 samolotów Szwecja ma wydać około 7,4 mld USD, do ich produkcji mają posłużyć komponenty odzyskane z posiadanych JAS 39C, co wiąże się z wycofaniem tych ostatnich. W 2013 FMV zleciła płytką modernizację Gripenów, pozwalającą na nocne tankowanie w locie. W grudniu 2013 roku FMV podpisała z Saabem umowę na rozwój wersji JAS 39E i przebudowę 60 JAS 39C do wersji JAS 39E. Szwecja nie planuje zakupu wersji dwumiejscowej F.
27 października 2014 roku Saab podpisał z Brazylią długo wyczekiwany kontrakt na dostawę 36 samolotów (28 w wersji E oraz 8 w wersji F). Umowa warta 5,4 mld USD zawiera także 10 letni pakiet współpracy i transferu technologii i montaż 15 samolotów przez Embraera, w tym ośmiu dwumiejscowych. Dostawy zaplanowano na lata 2019–2024, a dla Szwecji od 2023 roku. Linię montażu samolotów uruchomiono w maju 2023 roku. 

### Sprzedaż Polsce
Samolot oferowany był Polskim Siłom Powietrznym w roli podstawowego samolotu bojowego. Jego konkurentami były samoloty amerykańskie Lockheed Martin F-16 Fighting Falcon, McDonnell Douglas F/A-18 Hornet oraz francuski Dassault Mirage 2000. Po raz pierwszy „Gripen” został przedstawiony Polsce w formie makiety kabiny, we wrześniu 1996 roku. W dniach 26 i 27 września na lotnisku na Babich Dołach firmy SAAB i British Aerospace zaprezentowały na ziemi i w powietrzu krótki pokaz pilotażu indywidualnego i możliwości szybkiej obsługi naziemnej samolotu SAAB JAS-39. Do Polski przyleciały trzy „Gripeny”: jeden z zestawem podwieszanego uzbrojenia ustawiono jako element wystawy targów Military Arms. Dwa przeznaczono do pokazów w locie, z czego latał tylko jeden z nich. SAAB i British Aerospace złożyły ofertę współpracy przy produkcji samolotu polskim zakładom lotniczym, w PZL Mielec miałby być prowadzony montaż maszyn, a w PZL Rzeszów produkcja silników RM 12.
W 1997 roku Dowódca Wojsk Lotniczych i Obrony Powietrznej generał dywizji Kazimierz Dziok wykonał lot na dwumiejscowym samolocie myśliwskim JAS-39B Gripen. Lot ten miał miejsce na początku listopada w Linköping, w czasie wizyty generała w Szwecji. 15 lipca 1999 roku konsorcjum British Aerospace/SAAB zaproponowało Polsce jako rozwiązanie przejściowe wypożyczenie od 2001 roku na okres pięciu lat osiemnastu samolotów JAS-39. Oferta taka stanowiła pewną niespodziankę, ponieważ powszechnie uważano, że konsorcjum to jako samoloty przejściowe zaproponuje WLiOP samoloty Saab JA-37 Viggen należące do Flygvapnet lub szkolno-bojowe BAe Hawk. Po zakończeniu okresu dzierżawy Gripeny zostałyby zwrócone. Natomiast do 2012 roku BAe/SAAB dostarczyłoby Polsce 60 nowo wyprodukowanych maszyn JAS-39. W przyszłości BAe/SAAB liczył także na sprzedaż polskim WLiOP kolejnych 90 „Gripenów”.
3 czerwca 2000 roku podpisano kontrakt dotyczący produkcji w PZL Mielec elementów do samolotu SAAB JAS-39 „Gripen”. Kontrakt obejmował produkcję przez dwa lata 11 zespołów mechanicznych sekcji ogonowej samolotu, odpowiedzialnych za pracę zespołu dyszy wylotowej silnika. Elementy te były wykorzystywane przy bieżącej produkcji samolotów JAS-39A i JAS-39B oraz na bieżące potrzeby użytkowników samolotów. Ogółem w skali rocznej przewidywane było wytwarzanie ponad 170 kompletnych zespołów.
Na początku 2014 roku ujawniono zamiar zakupu nowych samolotów wielozadaniowych (w liczbie 64) z początkiem ich wdrażania od 2021 roku. Miałyby zastąpić zmodernizowane Su-22M4 i MiG-29A. W przetargu brany był pod uwagę m.in. JAS-39 Gripen E/F. W styczniu 2020 roku MON zamówił z wolnej ręki w ramach pilnej potrzeby 32 sztuki Lockheed Martin F-35 Lightning II. W przyszłości rozważane są dalsze 32 samoloty przewagi powietrznej.

### Udział BAE Systems w projekcie Gripen
W 1995 roku firmy SAAB Military Aircraft i British Aerospace (obecnie BAE Systems) zawiązały spółkę SAAB-BAe Gripen AB, której celem była kooperacja w produkcji, rozwoju i wprowadzenie Gripena na rynki światowe. Wytwórnia British Aerospace wniosła duże doświadczenie handlowe zdobyte na rynkach międzynarodowych, a także zaprojektowała nowe nowocześniejsze skrzydło maszyny, ponadto około 45% płatowców przeznaczonych na eksport wyprodukowano w Wielkiej Brytanii. Kooperacja ta została rozwinięta w 2001 r., powodując powstanie Gripen International. W czerwcu 2011 roku BAE odsprzedało Investor AB pozostałe z 35% nabytych w 1998 roku akcji Saaba, kończąc swoje zaangażowanie w sprzedaż Gripena.

### Kalendarium
- 1981
  - 3 czerwca: Prezentacja projektu nowego samolotu bojowego agencji zaopatrzenia wojskowego (Försvarets materielverk, FMV)
- 1982
  - 30 czerwca: Podpisanie umowy ws. opracowania samolotu i budowy 5 prototypów oraz zamówienie partii 30 samolotów.
- 1987
  - 26 kwietnia: Prezentacja pierwszego prototypu.
- 1988
  - 9 grudnia: Oblot pierwszego prototypu.
- 1989
  - 2 lutego: Utrata pierwszego prototypu w wypadku podczas lądowania.
- 1990
  - 4 maja: Oblot drugiego prototypu.
- 1991
  - 23 października: Piąty i ostatni prototyp wykonany swój pierwszy lot.
- 1992
  - 26 czerwca: Podpisanie umowy na produkcję 110 samolotów, w tym 15 w wersji dwumiejscowej.
  - 10 września: Pierwszy lot samolotu seryjnego.
- 1993
  - 8 czerwca: Pierwszy JAS 39 dostarczony do FMV.
  - 8 sierpnia: Druga katastrofa Gripena podczas lotu w Sztokholmie.
  - 29 grudnia: Wznowienie testów w locie.
- 1994
  - Listopad: Pierwszy JAS 39A dostarczany do Svenska Flygvapnet.
- 1995
  - Wrzesień: Zakończenie rozwoju wersji B.
  - Listopad: BAE Systems dołącza do projektu.
- 1996
  - 29 kwietnia: Pierwszy lot testowy dwumiejscowego JAS 39B.
  - 9 czerwca: Pierwszy JAS 39A oficjalnie przyjęty do służby przez skrzydło F 7 Såtenäs.
  - 22 listopada: Oblot seryjnego JAS 39B.
  - 13 grudnia: Zamówienie trzeciej partii 50 JAS 39C i 14 JAS 39D.
- 1997
  - Pierwszy JAS 39B dostarczony do sił powietrznych.
  - 1 listopada: Wejście do służby w F 7 Skaraborgs Flygflottilj.
- 1998
  - Marzec: Pierwsze odpalenie AIM-120 AMRAAM przez Gripena.
  - BAE Systems kupuje 35% udziałów w Saab.
  - 18 listopada: South African Air Force ogłasza swój zamiar zakupu samolotów Saab Gripen.
- 1999
  - 20 września: Rozbił się JAS 39A ze skrzydła F 7.
  - 3 grudnia: Podpisanie pierwszego kontraktu eksportowego z Republiką Południowej Afryki.
- 2001
  - Utworzenie spółki Gripen International (BAE SYSTEMS, SAAB Aerospace).
- 2002
  - 6 września: Pierwsze dwa JAS 39C dostarczone do FMV.
  - 27 grudnia: Polska ogłasza wybór F-16, Gripen zajął drugie miejsce w przetargu na 48 samolotów[26].
- 2003
  - Rozpoczęcie dostaw III serii.
- 2005
  - 31 sierpnia: Dostawa Gripenów do Czech[27].
- 2006
  - 30 marca: Przekazanie Gripenów Węgrom[28].
- 2008
  - 11 lutego: FMV podpisała z Tajlandią kontrakt na 4 JAS 39D i 2 JAS 39C, z opcją na 6 C (wykorzystaną 24 listopada 2010).
  - 23 kwietnia: Prezentacja Gripena Demo.
  - 30 kwietnia: Pierwsze samoloty dostarczone do RPA.
  - 26 listopada: Dostarczenie ostatnich trzech z 204 samolotów dla Szwecji[29].
- 2011
  - 22 lutego: Dostarczenie 6 JAS 39C/D do Tajskich SP, operacyjne od lipca 2011.
  - Udział szwedzkich Gripenów w operacji wojskowej NATO „Świt Odysei”, używane jedynie do lotów rozpoznawczych.
  - 30 listopada: Szwajcaria wybrała Gripena E/F w przetargu na 22 samoloty[30]. Zakup anulowano w 2014 r.[8]
- 2012
  - 30 stycznia: Węgry wydłużyły leasing do 2026 r.[31]
  - Wrzesień: Dostarczenie ostatnich 4 JAS 39C dla RPA.
- 2013
  - Styczeń: Osiem szwedzkich JAS 39C wzięło udział w amerykańskich ćwiczeniach „Red Flag 13-2” w Nellis[32].
  - 15 lutego: Umowa Saab z FMV na rozwój wersji JAS 39E[33].
  - 13 grudnia: Brazylia ogłosiła wybór Gripena E/F w konkursie FX-2[34].
  - 18 grudnia: Zamówienie na przebudowę 60 JAS 39C do wersji E dla Szwecji[35].
- 2014
  - 19 maja: Czechy wydłużyły leasing 14 Gripenów do 2027 roku
  - 27 października: Brazylia podpisała kontrakt na 36 Gripenów.
- 2015
  - 19 marca: Dostarczenie ostatniego JAS 39C dla Szwecji[36].
- 2016
  - 18 maja: Prezentacja Gripena E, pierwszego z trzech samolotów testowych[37].
- 2017
  - 15 czerwca: Oblot prototypu Gripena E nr JAS 39-8[38].
- 2019
  - 26 sierpnia: Oblot seryjnego Gripena E nr ser. 39-6001 dla Brazylii[39].
  - 3 grudnia: Oblot seryjnego Gripena E nr 39-6002 dla Szwecji[40].
- 2020
  - 28 października: Prezentacja brazylijskiego Gripena E[41].
- 2022
  - 12 stycznia: Porozumienie z Węgrami ws. modernizacji samolotów C/D do wersji MS20 Block 2[42].
- 2023
  - 20 października: Przekazanie pierwszego szwedzkiego JAS 39E[43].
- 2024
  - 23 lutego: Umowa na cztery dodatkowe JAS 39C dla Węgier[44].
- 2025
  - 3 czerwca: Czechy zdecydowały kontynuować leasing 12 szt. Gripenów C/D do 2035 roku[45].

## Wersje
JAS 39Seria pięciu prototypów oblatanych w latach 1988–1991.
JAS 39AI seria: Podstawowa wersja myśliwska dla Szwecji, radar Ericsson PS-5 (powstały na bazie GEC-Marconi Blue Vixen z Sea Harriera), silnik Volvo Aero RM12 (General Electric F404-GE-400), komputer D80, awionika Mark 1, HUD od Hughes, monochromatyczne wyświetlacze, APU TGA15-090. Ostatni egzemplarz z tej serii zmontowano jako prototyp JAS 39B.
II seria: komputer D80E, awionika Mark 2, HUD od Kaiser, APU TGA15-328.
JAS 39A+JAS 39A z radarem PS-5/A i komputerem MACS D96.
JAS 39BWydłużona o 65,5 cm dwumiejscowa wersja szkolno-bojowa, mniejszy zapas paliwa, brak działka.
JAS 39CII seria: Awionika Mark 3, kolorowe wyświetlacze LCD, aby umożliwić eksport wprowadzono napisy w języku angielskim i jednostki imperialne, APU od Sundstrand.
JAS 39C/DIII seria: Modernizacja wersji A/B lub nowe egzemplarze zgodne z wymaganiami krajów NATO. Zmodernizowany silnik RM12UP z cyfrowym sterowaniem FADEC. Pułap wersji C wzrósł z 16 000 w wersji A do 18 500 m, przeciętny zasięg z 1600 do 2100 km, prędkość przelotowa z 1000 km/h (Mach 0,92) do 1400 km/h (Mach 1,28), a prędkość maksymalna przekroczyła 2 Machy. Na burcie zamontowano składany wysięgnik do tankowania w locie metodą przewodu giętkiego projekt firmy Cobham. Samoloty posiadają wbudowaną wytwornicę tlenu, awionika z większymi LCD oraz nowe oprogramowanie (Version 19) dostosowane do systemu transmisji danych w czasie rzeczywistym Tactical Information Data Link System (TIDLS) firmy Celcius AB, zgodny z Link 16, pięć magistrali szynowych MIL-STD-1553B. Szwedzkie i południowoafrykańskie Gripeny wykorzystują zasobnik celowniczy Litening.
Gripen NGW odpowiedzi na brak sukcesu eksportowego kolejnych wersji samolotu, przy współudziale BAe Systems opracowano demonstrator technologii w wersji Gripen NG (Next Generation, przed niektórymi zmianami znany jako Gripen Demo), która eliminować miała wady samolotu w poprzednich wersjach. Najistotniejszą zmianą konstrukcyjną było zastosowanie amerykańskiego silnika General Electric F414G (z F/A-18E/F). Nowy silnik umożliwił nawet maszynie osiągnięcie bez dopalania prędkości 1,2 Ma (supercruise). Supercruise osiągnięty został jednakże jedynie w konfiguracji „czystej”, a więc bez uzbrojenia i podwieszanych zasobników. Samolot przetestowano z radarem SELEX Galileo Raven ES-05 AESA z aktywnym elektronicznym skanowaniem fazowym. Przy okazji wizyty promocyjnej w Szwajcarii ten sam samolot zaprezentowano jako Gripen E/F.
JAS 39ERozwijana wersja dla Szwecji i Brazylii. Samolot wydłuży się z 14,1 do 14,9 metra, wzrośnie także rozpiętość skrzydeł, masa startowa urośnie z 14 do 16,5 ton, maksymalny zasięg ma wynieść 4075 km, a moc silnika wzrosnąć o 22% (przez zastosowanie GE F414G). Trzy wyświetlacze ciekłokrystaliczne zastąpi prawdopodobnie jeden duży centralny ekran, a wyświetlacz przezierny analogiczny system wbudowany w hełm. Samolot wyposażono w radar Salex Raven ES-05 z aktywnym skanowaniem fazowym wraz z pasywnym sensorem infrared search & track (IRST) Skyward-G. Brazylia zamówiła dwadzieścia osiem jednomiejscowych Gripenów nowej generacji.
JAS 39FDwumiejscowy wariant wersji E, opracowany we współpracy z brazylijskim Embraerem. Brazylia zamówiła osiem dwumiejscowych Gripenów nowej generacji. Do wyposażenia dodano wyświetlacz szerokokątny brazylijskiej firmy AEL Aeker.

## Produkcja
| Wersja   | Seria     | Liczba | Okres     | Odbiorca         |
| -------- | --------- | ------ | --------- | ---------------- |
| JAS 39   | prototypy | 5      | 1986–1991 | Szwecja1, Węgry² |
| JAS 39A  | I seria   | 30     | 1992-1996 | Szwecja1, Węgry² |
| JAS 39B  | prototyp  | 1      | 1994–1995 | Szwecja1, Węgry² |
| JAS 39A  | II seria  | 61     | 1996–2001 | Szwecja1, Węgry² |
| JAS 39B  | II seria  | 14     | 1996–2003 | Szwecja1, Węgry² |
| JAS 39A+ | II seria  | 14     | 2001–2002 | Szwecja1, Węgry² |
| JAS 39C  | II seria  | 20     | 2002–2003 | Szwecja1, Węgry² |
| JAS 39C  | III seria | 50     | 2003–2008 | Szwecja, Czechy³ |
| JAS 39D  | III seria | 14     | 2003–2008 | Szwecja, Czechy³ |
| JAS 39C  | SAAF      | 17     | 2003–2012 | RPA              |
| JAS 39D  | SAAF      | 9      | 2003–2012 | RPA              |
| Suma     | Suma      | 235    | 1986-     |                  |
| JAS 39C  | RTAF      | 8      | 2009–2013 | Tajlandia4       |
| JAS 39D  | RTAF      | 4      | 2009–2011 | Tajlandia4       |

1 Pierwotnie 204 samoloty, ostatni JAS 39A I serii przebudowano na linii na prototyp JAS 39B, 1 JAS 39C pozostał do dyspozycji Saaba.

2 Do wyprodukowania 14 węgierskich Gripenów C/D wykorzystano elementy pozyskane z 25 szwedzkich JAS 39 A.

3 Czechy odebrały nowe samoloty z bieżącej produkcji.

4 Tajskie Gripeny zbudowano w wyniku przebudowy szwedzkich egzemplarzy JAS 39A.

## Użytkownicy[53]
Czechy

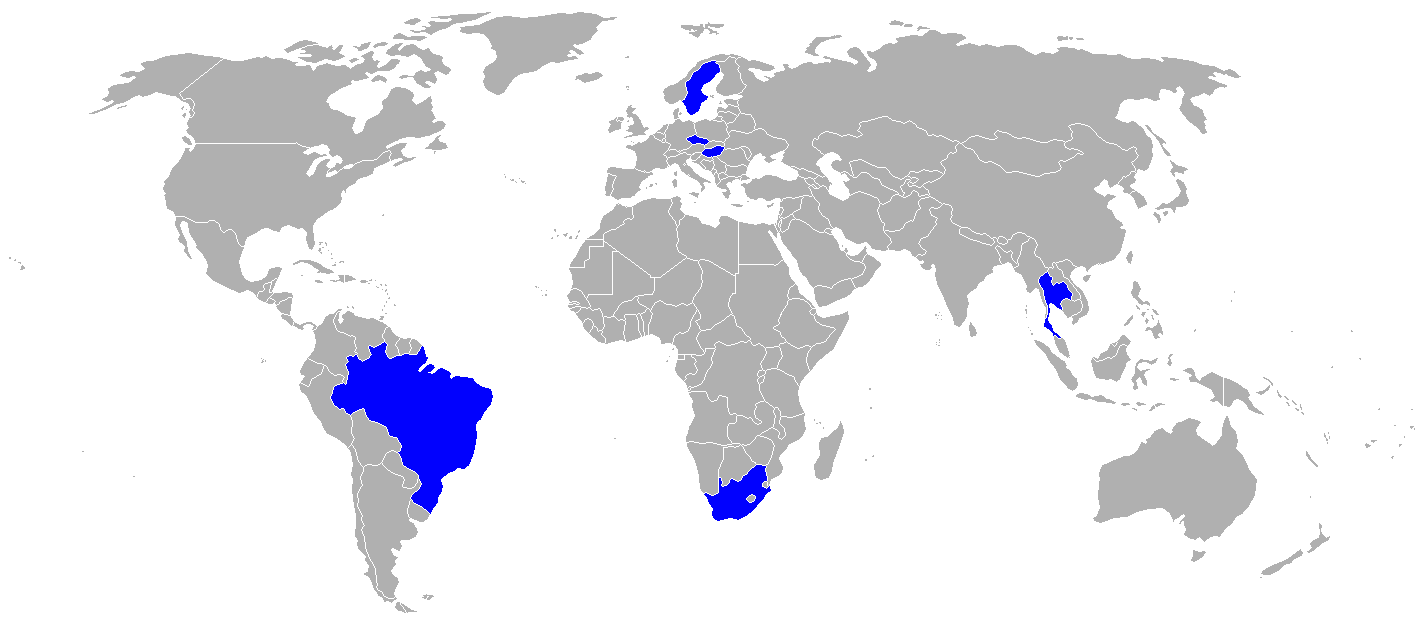
Użytkownicy Gripenów

Vzdušné síly Armády České republiky – od 2005 używają 12 JAS 39C i 2 JAS 39D. Pierwotnie wydzierżawione do 2015 z możliwością ich wykupu, ale w maju 2014 roku umowę leasingu wydłużono o dwanaście lat, do 2027 roku.
- 211. taktická letka – baza Čáslav

 Południowa Afryka
South African Air Force zakupiły 26 samolotów (17 JAS 39C i 9 JAS 39D, pierwotnie 19 i 9), dostarczone w latach 2008–2012.
- 2 Squadron SAAF – AFB Makhado w Louis Trichardt

 Szwecja
Svenska Flygvapnet w 2015 dysponowały 64 JAS 39C i 24 JAS 39D. Odebrano łącznie 201 samolotów (z 204 zamówionych: 1 A przebudowano na prototyp B, 1 A rozbito przed dostarczeniem, 1 C zachował producent), 14 samolotów wypożyczono Czechom. Wszystkie JAS 39A/B zmodernizowano do wersji C/D lub przebudowano na samoloty eksportowe. Do 2026 do służby powinno wejść 60 JAS 39E. Dostarczono:
- 104 JAS 39A (3 utracono, 25 przebudowano na 14 sztuk dla Węgier)
- 14 JAS 39B
- 57 JAS 39C (2 utracono, dalsze 12 dostarczono do Czech)
- 12 JAS 39D (dalsze 2 dostarczono do Czech)

Służą w trzech bazach/skrzydłach (6 eskadrach):
- F 7 Såtenäs – Skaraborgs Flygflottilj, Lidköping, Skaraborg
- F 17 Kallinge – Blekinge Flygflottilj, Kallinge w Ronneby, Blekinge
- F 21 Luleå – Norrbottens flygflottilj, Kallax w Luleå, Norrbotten

 Tajlandia
Kong Thab Akat Thai w lutym 2011 roku odebrały dwa JAS 39C i cztery JAS 39D, dalsze trzy JAS 39C z drugiego zamówienia dostarczono w kwietniu 2013, pozostałe trzy we wrześniu 2013 r. Z myśliwcami zakupiono dwa samoloty wczesnego ostrzegania Saab 340 S-100B Argus z radarami Erieye oraz 220 kpr IRIS-T i 48 przeciwokrętowych RBS-15F. W 2017 roku utracono JAS 39C, pozostawiając w służbie siedem JAS 39C i cztery JAS 39D.
- 7 skrzydło, 701 eskadra – baza Surat Thani

 Węgry
Magyar Légierő – w listopadzie 2001 podpisano umowę o leasingu 14 JAS 39A/B ze szwedzkich zapasów, w 2003 zmieniono je na 12 JAS 39C i 2 JAS 39D, dostarczone w latach 2006–2007, umowa obowiązywała do 2016, ale w 2012 leasing wydłużono do 2026. W 2015 roku rozbił się dwumiejscowy JAS 39D, który został zastąpiony innym egzemplarzem.
- 59. „Dezső Szentgyörgyi” Harcászati Repülőbázis – baza Kecskemét

 Brazylia
Brazylia zamówiła 28 jednomiejscowych Gripenów nowej generacji. Pierwszy F-39E trafił do Brazylii 20 września 2020, a dwa seryjne w kwietniu 2022 roku.

## Wypadki
Do 2007 roku wypadkom uległo pięć Gripenów, w tym dwa jeszcze przed dostarczeniem szwedzkim siłom zbrojnym. Katastrofy dwóch pierwszych maszyn zostały zarejestrowane przez kamery i wielokrotnie pokazywane w szwedzkiej telewizji.
- W lutym 1989 roku pierwsza maszyna prototypowa JAS 39-1 rozbiła się podczas szóstego lotu testowego przy lądowaniu w Linköping. Wypadek został sfilmowany przez znajdującą się na lotnisku ekipę szwedzkiej telewizji państwowej Sveriges Television. Pilot nie katapultował się, ale ponieważ maszyna nie wybuchła po upadku, udało mu się ewakuować już na ziemi tylko z niewielkimi obrażeniami ciała (złamana ręka)[60].
- W sierpniu 1993 roku niedostarczony do wojska (formalnie odebrany przez FMV) JAS 39A Gripen 39-102 pilotowany przez tego samego pilota, który uczestniczył w katastrofie w 1989 r., rozbił się w centrum Sztokholmu na wyspie Långholmen podczas przelotu na niskim pułapie z małą prędkością demonstrowanym podczas air show. Pilot katapultował się, nie odnosząc obrażeń, także nikt z personelu naziemnego nie ucierpiał. W wyniku dochodzenia ustalono, że przyczyną obu katastrof były oscylacje indukowane przez pilota (PIO – Pilot-induced oscillation)[61].
- 20 września 1999 roku należący do jednostki lotniczej F 7 ze Såtenäs JAS 39A 39-156 spadł do jeziora Wenern podczas ćwiczeń walki powietrznej. Po przejściu przez wygenerowaną przez drugi samolot strugę zawirowań powietrza maszyna nagle zmieniła kurs, a pilot ostrzeżony przez system GPWS o niebezpieczeństwie zderzenia z ziemią katapultował się.
- 1 czerwca 2005 roku JAS 39A Gripen 39-184 z jednostki lotniczej F 17 w Kallinge przestał reagować na polecenia wydawane przez pilota. Po znacznej utracie wysokości pilot katapultował się. Przyczyną katastrofy była zbyt niska prędkość w momencie rozpoczęcia manewru wznoszenia pod kątem 60 stopni (w trakcie symulowanej walki powietrznej), która uruchomiła ostrzeżenie o przeciągnięciu, pilot próbował odzyskać kontrolę, uruchamiając dopalacz, ale wykonując pętlę, samolot przekroczył krytyczny kąt natarcia i zaczął spadać, będąc odwrócony, przez co nie odzyskał już siły nośnej[62].
- 19 kwietnia 2007 roku pilot szwedzkiego JAS 39C 39-259 ze skrzydła F 21 Luleå został niespodziewanie dla siebie katapultowany podczas lądowania. Opuszczony samolot rozbił się w lasach koło lotniska na północy kraju. Z relacji pilota, 37-letniego Stefana Kaarlego, wynika, że nic nie wskazywało na jakiekolwiek kłopoty z maszyną, ani podczas ćwiczebnego lotu, ani przy podchodzeniu do lądowania. – Nagle wszystko zaczęło się dziać błyskawicznie i rozpętało się piekło – powiedział Kaarle, jeden z bardziej doświadczonych szwedzkich pilotów, prowadzący m.in. oficjalne prezentacje maszyn JAS 39 Gripen. Jak się później okazało, najprawdopodobniej rozdęty kombinezon katapultował pilota.
- 19 maja 2015 węgierski JAS 39D 39-851 wypadł z pasa na terenie bazy Čáslav w Czechach i uległ znacznemu uszkodzeniu, zniszczeniu uległ kokpit i statecznik. Obaj piloci katapultowali się nie odnosząc obrażeń. Samolot uczestniczył w międzynarodowych ćwiczeniach „Lion Effort 2015”[63]. Jako przyczynę wykluczono awarię techniczną. Samolot został spisany ze stanu[64]. W 2016 roku dostarczono egzemplarz zastępczy JAS 39D nr boczny 44[65].
- 10 czerwca 2015 węgierski JAS 39C, znak taktyczny 30 z 59. Harcászati Repülőbázis lądował awaryjnie z podniesionym podwoziem z powodu awarii przedniej goleni podwozia. Pilot katapultował się z braku sterowności i doznał poważnych obrażeń kręgosłupa[66]. Samolot został naprawiony.
- 14 stycznia 2017 rozbił się tajski JAS-39C Gripen, który brał udział w pokazach lotniczych na lotnisku w Hat Yai. Pilot zginął w katastrofie[67].
- 21 sierpnia 2018 JAS-39C ze skrzydła F17 rozbił się w wyniku zderzenia ze stadem ptaków w pobliżu Karlskrony. Pilot katapultował się i przeżył[68].

## Egzemplarze muzealne
- Drugi prototyp JAS 39-2 jest eksponowany w muzeum Flygvapenmuseum, Linköping.
- Wycofany JAS 39A, numer seryjny 39113 jest wystawiony przed bazą skrzydła F 7 Såtenäs, koło Lidköping.
- Szwecja podarowała egzemplarz JAS 39A Tajlandii, jest on eksponowany w muzeum sił powietrznych w Don Mueang, Bangkok.